# Македонски Бугари
Македонски Бугари (буг. Македонските българи), краће Македонци, понекад именовани и као Македонобугари (буг. Македоно-българи), Македобугари или Бугаромакедонци, регионална, етнографска су група етничких Бугара, који насељавају или поријекло води из Македоније. Тако је већину Словена у Македонији означавала већина национално свјесне мањине међу њима, као и спољни посматрачи, од 10. до раног 20. вијека у смислу демонима, а касније углавном као синоним друштвене класе, као и етноним. Од 1913, Македонски Бугари су углавном концентрисани у Пиринској Македонији, али је велики дио распрострањен по цијелој Бугарској и у расијању.